# Écluse de Cobbler

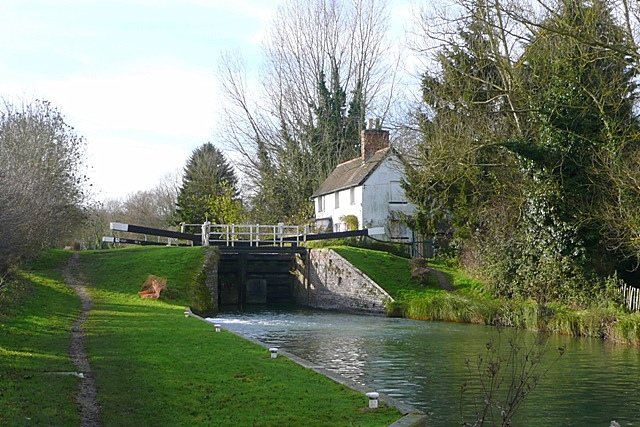
Écluse de Cobbler

L’écluse de Cobbler est une écluse sur le canal Kennet et Avon, près de Hungerford, dans le Berkshire, en Angleterre.
L'écluse de Cobbler  a été construite entre 1718 et 1723 sous la supervision de l'ingénieur John Hore de Newbury. Le canal est administré par la British Waterways. L’écluse permet de franchir un dénivelé de 2,51 m (8 ft 3 in).